# 山銀システムサービス
山銀システムサービス株式会社（やまぎんシステムサービス）は、山形県山形市に本社を置く情報サービス企業。
山形銀行やグループ各社等のシステム管理、開発等を行っている。